# 布氏豹
布氏豹（学名：Panthera blytheae）是595万至410万年前（中新世晚期至上新世）曾经生存在青藏高原的猫科豹属动物。
布氏豹的化石于2010年8月7日在西藏自治区札达盆地被发现，是迄今为止人类所发现最早的豹属动物化石。
这一发现为豹属这一支大型食肉动物起源于亚洲的设想提供了有力的证据。
2023 年，有研究提議將布氏豹和帕米爾中新豹（學名：Miopanthera pamiri）一起移至新成立的古豹屬，以顯示牠們更原始的特徵。

## 特征
通过对布氏豹头盖骨的研究证明其特点是额宽，面短。虽然被证明与雪豹是姐妹种，其体型大小更接近较小的云豹。
主要捕食瞪羚，鼠兔和岩羊等动物